# Osteochilus bleekeri
Osteochilus bleekeri (danh pháp hai phần: Osteochilus bleekeri) là một loài cá thuộc chi Cá mè phương nam trong họ Cá chép. Loài cá này sinh sống ở Borneo và Sumatra, Indonesia.